# Frederick E. Morgan
Frederick Edgworth Morgan KCB (5 de febrero de 1894 - 19 de marzo de 1967) fue un militar británico, oficial del Ejército británico que luchó en ambas guerras mundiales. Es más conocido como jefe de personal del comandante supremo aliado (COSSAC), el planificador original de la Operación Overlord.
Graduado de la Real Academia Militar de Woolwich, Morgan fue comisionado como subteniente en la Royal Field Artillery en 1913. Durante la Primera Guerra Mundial sirvió en el Frente Occidental como subalterno de artillería y oficial del Estado Mayor. Después sirvió en dos largas giras con el ejército británico en la India.
Poco antes del estallido de la Segunda Guerra Mundial en 1939, Morgan fue ascendido a brigadier y asumió el mando del 1.er Grupo de Apoyo de la 1.ª División Blindada, que dirigió durante la batalla de Francia. En mayo de 1942 se convirtió en teniente general y asumió el mando del I Cuerpo. El cuartel general de Morgan fue designado Force 125 y se le asignó la tarea de lidiar con una ofensiva alemana a través de España para atacar Gibraltar que nunca ocurrió. En marzo de 1943 fue nombrado jefe de personal del comandante supremo aliado (designado), o COSSAC. Como COSSAC dirigió la planificación de la Operación Overlord. Cuando el general Dwight D. Eisenhower se convirtió en comandante supremo aliado, el general de división Bedell Smith se convirtió en jefe del Estado Mayor del Cuartel General Supremo de la Fuerza Expedicionaria Aliada, mientras que Morgan se convirtió en subjefe del Estado Mayor.
Después de la guerra, Morgan ejerció como jefe de operaciones de la Administración de las Naciones Unidas para el Auxilio y la Rehabilitación en Alemania hasta que su posición en Alemania fue eliminada tras la publicación de comentarios "extraoficiales" sobre la supuesta incompetencia y corrupción dentro de la UNRRA, incluyendo el supuesto desvío de los recursos de la UNRRA para apoyar las ambiciones sionistas en Palestina. En 1951, Morgan se convirtió en controlador de la Energía Atómica y estuvo presente en la Operación Hurricane, las primeras pruebas de armas atómicas británicas en las islas Montebello en 1952. Su cargo fue abolido en 1954 con la creación de la Autoridad para la Energía Atómica del Reino Unido, pero permaneció como Controlador de Armas Nucleares hasta 1956.